# توبرموریت

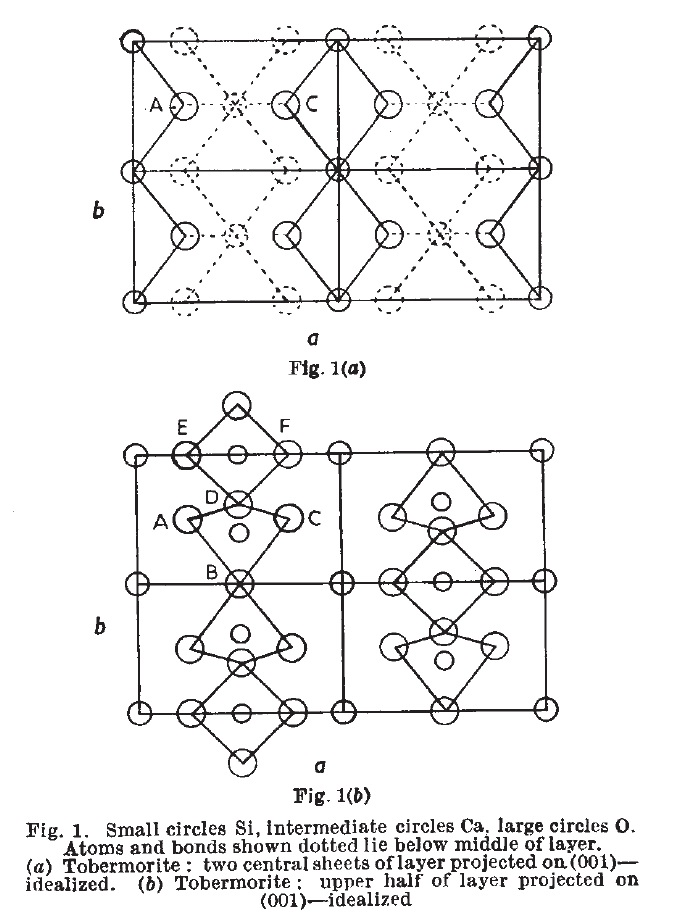

توبرموریت (به انگلیسی Tobermorite) یک کلسیم سیلیکات هیدراته معدنی با دو فرمول شیمیایی زیر است و ماده اصلی برای تولید بردهای کلسیم سیلیکاتی می‌باشد. فرمول شیمیایی مورد قبول برای آن عبارتست از: Ca5Si6O16(OH)2·4H2O or Ca5Si6(O,OH)۱۸·5H2O
خواص برتر بردهای کلسیم سیلیکاتی به تولید توبرموریت نسبت داده می‌شوند که نوعی کریستال هیدراته کلسیم سیلیکاتی می‌باشد که ماحصل سنتز مولکولهای آب، آهک و سیلیس(H2O -CaO - SiO2) می‌باشد. که با دارا بودن مشخصه‌هایی نظیر دانسیته کم و عایق بهتر حرارتی، می‌توانند به‌طور گسترده در مواد ساختمانی یا صنعت شیمی کاربرد داشته باشند را ارائه می‌دهد.

## ساختار کریستالی توبرموریت
ساختار کریستالی خیلی شبیه اورتورمبیک می‌باشد. می‌توان محورهای عمودی آن را به صورت a= 11.3 A و b=7.33 A و c=22.6 A و نشان می‌دهد که سلول واحد حقیقی کوچکتر است و دلالت به یک تقارن دارد که نمی‌تواند بزرگتر از مونوکلینیک باشد، با پارامتر c به عنوان یک محور تقارن ممکن.
سلول شامل دو لایه موازی پیچیده یکسان به (۰۰۱) و هرکدام دارای یک مرکز تقارن. هر لایه دارای دو صفحه مرکزی از ترکیب 4CaO۲ به گونه ای قرار گرفته که هر کلسیم دارای ۴ همسایه اکسیژن در صفحه خودش بوده و ۲ همسایه در صفحه دیگری می‌باشد. هر جفت از اکسیژن‌های مجاور، یک لبه از تتراگونای که شامل سیلیکون می‌باشد را تشکیل می‌دهد. این تتراهدرال‌ها درون زنجیره‌های پشت هم موازی به b متصل می‌شوند همان‌طور که در Fig 1b نشان داده شده‌است. هر دو شکل 1a و 1b کمی ایده‌آل نمایش داده شده‌اند.
این آرایش، یک لایه پیچیده با ترکیب 4(Ca2Si8O9)، ستون ساختار توبرموریت را تشکیل می‌دهد. این نسبتاً شبیه یک تکه از کاغذ موجدار دورو می‌باشد، که دارای یک صفحه مرکزی قوی تقویت شده روی هر سطح توسط لبه‌های طولی اما لبه‌ها خودشان مضرس هستند، زمانی که E و F در Fig 1b در یک روی سطحی بسیار بالاتر از B هستند. دو صفحه با لبه‌هایشان به صورت افقی قرار می‌گیرند. یک سری شیار بین لبه‌ها قرار دارند، و این شیارها یا فضای بین لایه ای باید باقی اتمهای اکسیژن و کلسیم را نگه دارند، اما موقعیت جزئی آنها هنوز شناخته شده نیست. حضور اتمهای هیدروژن در گروه‌های OH یا مولکول آب هنوز ناشناخته مانده‌است. گرچه این اطمینان وجود دارد که بعضی از اتمهای هیدروژن به اکسیژن‌های موجود در پیوندهای بین سیلیسیم و اکسیژن متصل هستند.

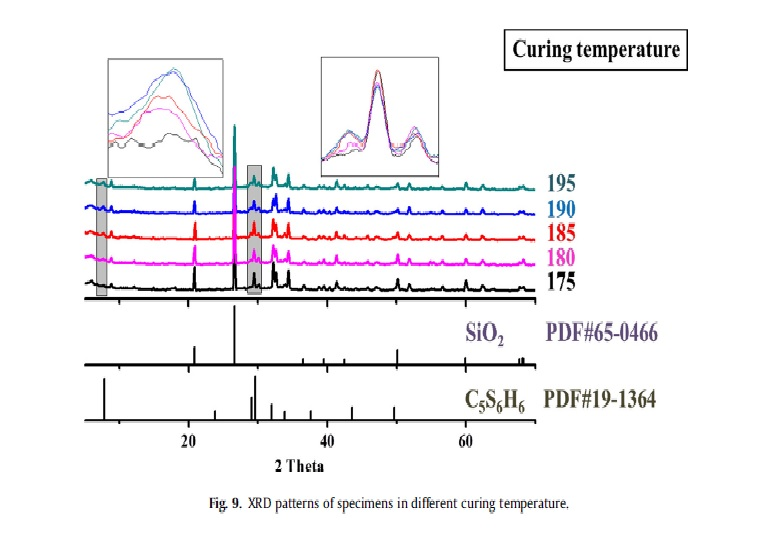

## محافظت تحت اتوکلاو
دمای محافظت اتوکلاو:

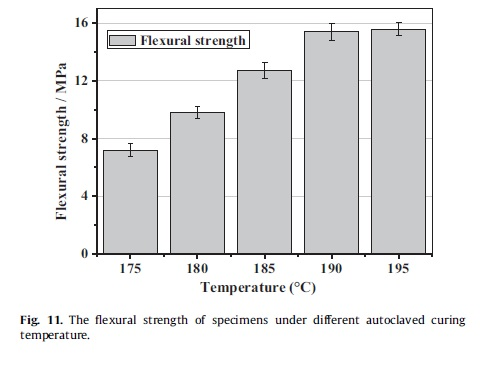

محافظت اتوکلاو یکی از مهم‌ترین فاکتورها برای شکل دهی و تغییر فرم توبرموریت می‌باشد. شرایط محافظت شامل دما و زمان نگهداری می‌باشد. Fig 9 الگوی XRD نمونه با ۷۲ درصد کلینکر تحت دماهای مختلف و در مدت ۸ ساعت را نمایان می‌کند. همان‌طور که در نمودار دیده می‌شود پیک برای توبرموریت در محدوده ۷–۸، ۲۸٫۵–۲۹ و ۲۹٫۵ متمرکز است گرچه پیک در ۲۹٫۵ تقریباً ثابت است اما شدت پیک‌ها در بین ۷–۸ و ۲۸٫۵–۲۹ هنگامی که دمای محافظت به ۱۹۰ درجه سانتی گراد رسید افزایش پیدا کرد. به این معنی که پیک SiO2 به تدریج کاسته می‌شود که نشان دهنده آن است که دمای بالای محافظت باعث سرعت بخشیدن به واکنش Ca(OH)2 و SiO2 می‌شود. این پدیده‌ها اثبات می‌کنند که دمای بالا یک فرصت خوب برای شکل دهی و تغییر فرم توبرموریت می‌باشند. Fig 10 منحنی‌های DSC-TG نمونه‌ها تحت دماهای محافظت مختلف است. بدیهی است محدوده پیک افزایشی تغییر فرم توبرموریت در محدوده دمائی ۸۰۰ تا ۸۳۰ درجه سانتیگراد در منحنی‌های DSC بیشترین مقدار هنگامی که دمای محافظت در محدوده ۱۹۰ تا ۱۹۵ درجه سانتیگراد، می‌باشد. در منحنی‌های TG در محدوده ۵۰ تا ۱۵۰ درجه سانتیگراد، از دست دادن جرم اصلی هنگامی است که آب بافت توبرموریت به بالاترین حد خود رسیده باشد، هنگامی که دمای محافظت در محدوده ۱۹۰ تا ۱۹۵ درجه سانتیگراد باشد نشان دهنده آن است که تولید توبرموریت در این زمان به بیشترین مقدار خود رسیده‌است. به علاوه از دست دادن جرم Ca(OH)2 در محدوده دمائی ۱۷۵ تا ۱۸۵ درجه سانتی گراد قابل مشاهده است. این پدیده‌ها نشان دهنده آن است که افزایش دما هدایت کننده واکنش Ca(OH)2 و SiO2 و تغییر فرم توبرموریت می‌باشد. استحکام خمشی نمونه‌ها تحت مراقبت‌های دمایی مختلف در Fig 11 نمایان هستند. و همچنین می‌تواند نشان دهنده نتایج XRD و DSC-TG باشد که ارائه دهنده این است که استحکام به بیشترین مقدار خود در محدوده دمائی ۱۸۵ تا ۱۹۵ درحه سانتیگراد افزایش میابد. از این رو برد کلسیم سیلیکاتی دارای بالاترین کارایی خود در محدوده دمائی ۱۸۵ تا ۱۹۵ درجه سانتیگراد می‌باشد.
زمان محافظت اتوکلاو:

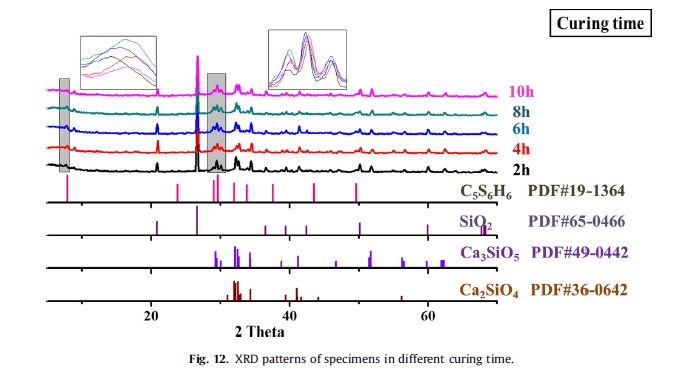

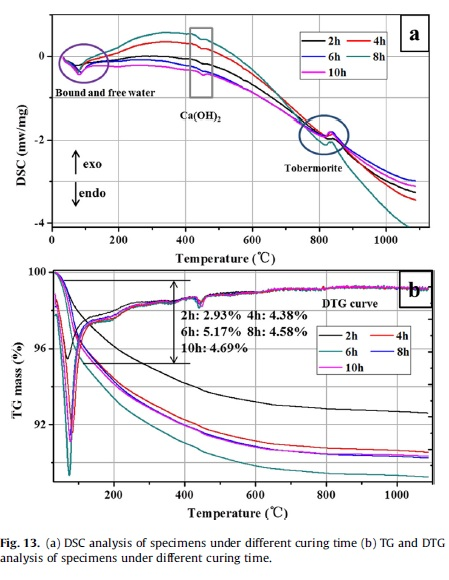

اثر زمان محافظت در شکل دهی توبرموریت مطابق ذیل، در شروع هیدراته شدن محصول کلینکر C5S6Hn است با محتوای کمتر با افزایش زمان محافظت در اتوکلاو. سپس، C5S6Hn در فراوانی تولید می‌شود و C5S6H5 (توبرموریت) به تدریج با افزایش زمانِ محافظت شکل می‌گیرد. علاوه بر این، زونوتلیت (xonotlite) هنگامی که زمان محافظت مناسب و کافی باشد شکل خواهد گرفت. Fig 12، الگوهای XRD نمونه ای با ۷۲ درصد کلینکر در دمای محافطت ۱۹۰ درجه سانتیگراد و زمان‌های محافظت مختلف را نشان می‌دهد. پیک توبرموریت هنگامی که زمان محافظت تا ۸ ساعت افزایش پیدا می‌کند، زیاد می‌شود. بعد از آن، به هنگام زمان محافظت طولانی مدت کاهش میابد. قابل توجه است که مقدار توبرموریت در زمان محافظت ۲ و ۱۰ ساعت کوپک است که اولی ممکن است دلیل به فراوانی C5S6Hn در هنگام تولید و دومی دلیل بر تغییر حالت توبرموریت به زونوتلیت باشد. Fig 13 نمایان کننده آنالیزهای DSC-TG تحت زمان‌های محافظت مختلف می‌باشد، ارائه دهنده آنکه یک پیک کاهشی بسیار گسترده بین ذماهای ۵۰ و ۱۵۰ درجه سانتی گراد اتفاق می‌افتد. کاهش وزن اصلی احتمالاً نتیجه از دست دادن آب موجود در بافت توبرموریت می‌باشد. جرم TG هنگامی که زمان محافظت در ۸ ساعت باشد به بیشترین مقدار خود می‌رسد. نشان می‌دهد که توبرموریت در مقادیر بزرگ تولید می‌شود. پیک کاهشی نشان داده شده در دمای ۴۶۰ درجه تجزیه Ca(OH)2 است که به‌طور کامل هم تکامل نیافته‌است. پیک کاهشی در محدوده دمائی ۸۰۰ تا ۸۳۰ درجه سانتیگراد شبیه به دیگر تجربه و آزمایشات است که ممکن است به هنگام شکست توبرموریت به آئدلفورسیت (aedelforsite) باشد.

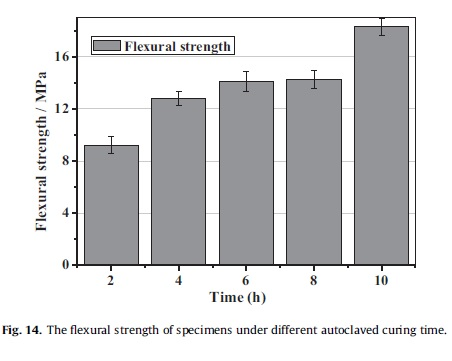

Fig 14 اثر زمان محافظت روی استحکام بخشی نمونه ای با ۷۲ درصد کلینکر با دمای محافظت ۱۸۵ درجه سانتیگراد را نمایش می‌دهد. بهبود خواص استحکام خمشی در محدوده زمانی ۲ تا ۴ ساعت به هنگام تولید مقدار زیاد توبرموریت قابل مشاهده است. بعد از آن، افزایش استحکام خمشی هنگامی که زمان محافظت به ۸ ساعت برسد آرامتر خواهد شد. که نشان دهنده آن است که مقدار بیش از اندازه توبرموریت ارائه دهنده مقدار کمی اثر روی استحکام برد کلسیم سیلیکاتی می‌باشد. متعجبا، یک بهبود بزرگتر استحکام خمشی در دوره بعدی ظاهر شد که ممکن است هنگام تبدیل توبرموریت به یک فاز واسط بین توبرموریت و زونوتلیت باشد بنابراین زمان بهینه محافظت اتوکلاو در محدوده ۴ تا ۸ ساعت می‌باشد.

## خواص کلی توبرموریت با نسبت‌های Ca/Si متفاوت
ترکیبی با نسبت c/s 0.8 to 1 باعث به وجود آمدن فاز بشقابی شکل با پرش پرتو ایکس در ۲٫۹۷ و ۳٫۰۷ و ۱۱٫۳ و جذب اشعه مادون قرمز در محدوده ۲٫۹ تا ۶٫۲ میکرومتر به عنوان توبرموریت معدنی شناخته شده و همچنین به عنوان چسب (بایندر) محصولات کلسیم سیلیکاتی هیدراته به خوبی اتوکلاو شده، به خصوص زونولیت می‌باشد. این فاز باعث چسبیدن قوی کریستال به کریستال شده و انقباض خشک نسبتاً کمی دارد.
ترکیبی با نسبت c/s 0.8 to 1.33 که باعث به وجود آمدن فاز ورقه‌های خرد شده می‌شود (البته نه همیشه، به هنگام عملیات اتوکلاو ناقص) و یک پراش پرتو ایکس نسبتاً ضعیف در ۱۴ و همچنین جذب اشعه مادون قرمز در ۶٫۸ میکرومتر بوده به اضافه اینکه در حد فاصل ۲٫۹ تا ۶٫۸ میکرومتر یک جامد تشکیل شده به هنگام واکنش آهک و سیلیکا می‌باشد. یک چسبیدن ضغیف کریستال به کریستال را شامل شده و غالباً استحکام پایینی را به نمایش می‌گذارند و همچنین انقباض خشک زیادی دارند.
فاز حاوی آهک غنی که به‌طور کلی به آن دی کلسیم سیلیکات هیدراته (تیلور) و فیبر C7S4Hn (کالوسک) هنگام واکنش Ca(OH)2 با سیلیکا میباشدو یا به عنوان ژل آگلومره شده هنگام هیدراته کردن C3S یا سیمان پورتلند تهیه می‌شود و باعث به وجود آمدن فیبرهای کریستالی خواهد شد. رفتار واقعی این کریستال‌های آگلومره شده هنوز مفهوم نیست، اما می‌توان آنها را در دسته محصولات فیبری جای داد. این جامد با نسبت ترکیبی c/s 1.5 to 2 بوده و مانند ترکیب c/s 0.8 to 1.33 در پراش پرتو ایکس بجز برای محدوده اصلی و پایه ای آزمایش شده برای نمونه‌های فیبر مانن در 10 a.u عمل می‌کند. این فاز، اشعه مادون قرمز را در دو حد فاصل ۲٫۹ میکرومتر و ۶٫۸ تا ۷ میکرومتر جذب می‌کند می‌تواند به عنوان چسب بتن عمل نماید.